# Echinococcus vogeli
Echinococcus vogeli е паразитен плосък червей с от род Echinococcus с крайни гостоприемници храстово и домашно куче. Един от петте причинителя на заболяването ехинококоза като ларвния стадий причинява поликистната форма на заболяването.

## История и разпространение
Паразитът е открит от Rausch и Bernstein през 1972 г. Това става в зоопарка в Лос Анджелис, когато откриват непознати проглотиди във фекалии на храстово куче уловено в Колумбия. Видът има характерно разпространение в страни като Панама, Колумбия, Суринам, Бразилия, Еквадор.

## Морфологични особености
Стробилата е с дължина 3,9 - 5,5 mm и подобно на Echinococcus granulosus притежават три членчета – стерилно, хермафродитно и зряло. Зрялото обикновено надхвърля половината от общата дължина на паразита.

## Жизнен цикъл
Междинните гостоприемници са агутоподобни гризачи от родовете Cuniculus, Dasyprocta и Dinomys характерни обитатели за Южна и Централна Америка и опосумът Didelphis marsupialis. Хората също се заразяват. Мехурите, които образуват ларвните форми в междинните гостоприемници се откриват предимно в черния дроб и наподобяват на тези образувани от друг родствен паразит Echinococcus multilocularis.